# Plutarchus van Athene
Plutarchus van Athene (Oudgrieks: Πλούταρχος ὁ Ἀθηναῖος), was een Athener, zoon van Nestorius. Hij was het hoofd van de Neoplatonische School te Athene in het vroege deel van de vijfde eeuw en werd Plutarchus de Grote genoemd. Hij was een Eclecticus of Syncretist en telde onder zijn volgelingen onder andere Syrianus van Alexandrië, die hem als hoofd van de school opvolgde, en Proclus van Lycië. Hij schijnt Iamblichus gevolgd te hebben in zijn doctrine van de doeltreffendheid van theurgische riten. Dit deed hij voor het in contact brengen van de mens met God, waardoor duidelijk wordt waarom men dikwijls opmerkte dat het neoplatonische systeem de parhelion van het katholicisme was. Plutarchus schreef commentaren, die verloren gegaan zijn, op de "Timaeus" van Plato en op de verhandeling van Aristoteles "Over de Ziel". Hij stierf op een gevorderde leeftijd, rond 430 n.Chr. (Suid. s. vv. Δομνινος, ῾Ηγίας, Νικόλαος, ̉Οδαίναθος, Πρόκλος ῾ο Λύκιος; Fabric., Bibl. Graec. vol. III, pp. 95, 183, 235, 632, V, p. 197, IX, p. 370.)

## Referentie
- W. Smith, art. Plutarchus (2), in W. Smith, A Dictionary of Greek and Roman Biography and Mythology, Londen, 1870, III, p. 430.

- Gemeinsame Normdatei: 118792598
- International Standard Name Identifier: 0000 0000 3191 771X
- Library of Congress Control Number: n93005890
- Virtual International Authority File: 77111951